# Schizomavella ambita
Schizomavella ambita är en mossdjursart som först beskrevs av Campbell Easter Waters 1889.  Schizomavella ambita ingår i släktet Schizomavella och familjen Bitectiporidae.

## Underarter
Arten delas in i följande underarter:
- S. a. granulata
- S. a. granulosa